# Parrocchia di Concordia
La parrocchia di Concordia (in inglese Concordia Parish) è una parrocchia dello Stato della Louisiana, negli Stati Uniti. La popolazione al censimento del 2000 era di 20 247 abitanti. Il capoluogo è Vidalia.

## Geografia
La parrocchia si trova nel centro-est dello stato, al confine con lo Stato del Mississipi. Il territorio è quasi interamente circondato da fiumi: il Mississipi a est, il Red e l'Ouchita a ovest, tutti con grandi argini. Il territorio è quasi interamente adibito all'agricoltura e ai pascoli.

### Parrocchie e conteeconfinanti
- Parrocchia di Tensas - nord
- Contea di Adams (Mississipi) - nord-est
- Contea di Wilkinson (Mississipi) - est
- Parrocchia di West Feliciana - sud-est
- Parrocchia di Pointe Coupee - sud
- Parrocchia di Avoyelles - sud-ovest
- Parrocchia di Catahoula - ovest

## Storia
La parrocchia fu creata nel 1807 ed è una delle 19 contee originarie. Il nome è di origine incerta; potrebbe derivare da una proprietà terriera chiamata New Concordia o dal nome di una tenuta chiamata Concord.

## Comuni[7]

### Towns
- Clayton
- Ferriday
- Ridgecrest
- Vidalia (capoluogo)

### Census-designated places
- Minorca
- Monterey
- Spokane